# Žitkovčica
 Žitkovčica  falu Horvátországban Zágráb megyében. Közigazgatásilag Kravarskóhoz tartozik. 

## Fekvése
Zágráb központjától 24 km-re délkeletre, községközpontjától 2 km-re északnyugatra a Vukomerići dombok északi részén fekszik.

## Története
A falunak 1857-ben 17, 1910-ben 70 lakosa volt. Trianon előtt Zágráb vármegye Nagygoricai járásához tartozott. 2001-ben a falunak 41 lakosa volt.

## Lakosság
| Lakosság változása | Lakosság változása | Lakosság változása | Lakosság változása | Lakosság változása | Lakosság változása | Lakosság változása | Lakosság változása | Lakosság változása | Lakosság változása | Lakosság változása | Lakosság változása | Lakosság változása | Lakosság változása | Lakosság változása |
| ------------------ | ------------------ | ------------------ | ------------------ | ------------------ | ------------------ | ------------------ | ------------------ | ------------------ | ------------------ | ------------------ | ------------------ | ------------------ | ------------------ | ------------------ |
| 1857               | 1869               | 1880               | 1890               | 1900               | 1910               | 1921               | 1931               | 1948               | 1953               | 1961               | 1971               | 1981               | 1991               | 2001               |
| 17                 | 127                | 22                 | 18                 | 24                 | 70                 | 80                 | 92                 | 90                 | 88                 | 67                 | 53                 | 56                 | 53                 | 41                 |

## Külső hivatkozások
Kravarsko község hivatalos oldala